# Abraham Grill den äldre
Abraham Grill, född 1674 i Stockholm, död 20 mars 1725, var en svensk köpman av släkten Grill.

## Biografi
Abraham Grill var sonson till Anthony Grill och ärvde en ansenlig förmögenhet, som han ytterligare ökade genom kloka handelsspekulationer. 
Under Karl XII:s krig försträckte han ofta staten stora summor samt sålde vid en då härskande hungersnöd med uppoffring av 390 000 d. k:mt till nedsatt pris spannmål åt de nödlidande. 
Grill var även upphov till stiftandet av Borgerskapets enkehus i Stockholm den 14 juli 1724, efter mönster av ett sådant, "Grills hoffje", stiftat i Amsterdam av hans bror Anthony Grill. 
Abraham Grill var far till Claes Grill och Abraham Grill den yngre.

### Familj
Grill gifte sig första gången med Helena Wittmack (död 1710), dotter till köpmannen och direktören Claes Wittmack och Anna Maria Dauerin. De fick tillsammans barnen Anthony Grill (född 1705), Claes Grill (1705–1767), Abraham Grill (1707–1768), grosshandlaren Johannes Grill i Amsterdam och Anna Maria Grill som var gift med brukspatronen Anton Henric Gemnich på Vällinge bruk.
Grill gifte sig andra gången 14 oktober 1712 i Stockholm med Johanna Catharin Groen (1691–1713), dotter till köpmannen Warner Groen och Christina Scharenberg i Stockholm. De fick tillsammans dottern Catharina Grill.
Grill gifte sig tredje gången 17 september 1717 med Catharina Rozelia (1690–1752) dotter till handelsmannen Johan Rozelius och Catharina Andersdotter i Stockholm. De fick tillsammans sonens direktören Johan Abraham Grill (1719–1799) och Carl Andreas Grill.